# 구용상
구용상(具龍相, 1935년 9월 19일~1995년 12월 30일)은 대한민국의 정치인이다. 제12대 국회의원과 전라남도지사를 역임했다. 본관은 능성이며, 출생지는 전라남도 화순군이다.

## 학력
- 경기고등학교 졸업
- 서울대학교 법학과 학사
- 서울대학교 대학원 법학석사
- 서울대학교 행정대학원 석사
- 영국 레딩 대학교 대학원 석사
- 국방대학원 석사

## 경력
- 한양대학교 강사
- 내무부기획관ㆍ감사담당관ㆍ재정과장
- 전라남도 목포시장
- 전라남도 광주시장
- 전라북도 부지사
- 민정당대표위원보좌역
- 한일의원연맹간사
- 제12대 국회의원 (담양·곡성·화순) / 민주정의당
- 국회예결위원ㆍ내무위간사
- 전라남도지사

## 역대 선거 결과
|  | 40.79% |

|  | 21.38% |

|  | 26.72% |